# Adjuvante

Fórmula em bastão do adjuvante Mesna (2-mercaptoetanossulfonato de sódio)

Adjuvante Farmacêutico é toda matéria prima adicionada à forma farmacêutica que vai favorecer as características organolépticas do medicamento, ou seja é o excipiente com função a nível das características organolépticas do medicamento, servindo para dar sabor, cheiro ou cor. Permite absorção mais fácil ou facilita ação. 
São substâncias ou preparações que podem incrementar a actividade da substância activa.
Também é dito por tudo aquilo que auxilia alguma coisa.
Adjuvante Agrícola:
- adjuvante - a substância usada para imprimir as características desejadas às formulações;(Decreto 98.816/90)
- adjuvante - produto utilizado em mistura com produtos formulados para melhorar a sua aplicação; (Decreto 4.074/02)